# Regionale raad van Menashe
De regionale raad van Menashe (Hebreeuws: מועצה אזורית מנשה) is een regionale raad in Israël.

## Gemeenschappen
| - Barkai - Ein Sjemer - Gan Sjmoeël - Kfar Glikson - Lahavot Chaviva - Magal - Maänit - Metzer - Misjmarot - Regavim | - Ein Iron - Gan HaSjomron - Maor - Mee Ami - Sde Jitzhak - Talmee Eläzar | - El-Arian - Meiser - Umm al-Qutuf |

Abu Basma · Alona · al-Batuf · Be'er Tuvia · Beit She'an Vallei · Bnei Shimon · Brenner · Bustan al-Marj · Centraal Arava · Drom HaSharon · Esjkol · Gan Raveh · Gederot · Gezer · Gilboa · Golan · Gush Etzion · Har Hebron · Hefervallei · Hevel Eilot · Hevel Modi'in · Hevel Yavne · Hof Ashkelon · Hof HaCarmel · Hof HaSharon · Jizreëlvallei · Emek HaYarden · Bik'at HaYarden · Lakhish · Lev HaSharon · Lodvallei · Lager Galilea · Ma'ale Yosef · Mateh Asher · Mateh Binyamin · Mateh Yehuda · Megiddo · Megilot · Menashe · Merhavim · Merom HaGalil · Mevo'ot HaHermon · Misgav · Nahal Sorek · Ramat HaNegev · Sha'ar HaNegev · Sdot Negev · Shafir · Shomron · Tamar · Hoger Galilea · Yoav · Zevoeloen